# Lucien Douroux
Pour les articles homonymes, voir Douroux.
 (mai 2025).
 (mai 2025).
La mise en forme du texte ne suit pas les recommandations de Wikipédia : il faut le « wikifier ».
Les points d'amélioration suivants sont les cas les plus fréquents :
- Les titres sont pré-formatés par le logiciel. Ils ne sont ni en capitales, ni en gras.
- Le texte ne doit pas être écrit en capitales (les noms de famille non plus), ni en gras, ni en italique, ni en « petit »…
- Le gras n'est utilisé que pour surligner le titre de l'article dans l'introduction, une seule fois.
- L'italique est rarement utilisé : mots en langue étrangère, titres d'œuvres, noms de bateaux, etc.
- Les citations ne sont pas en italique mais en corps de texte normal. Elles sont entourées par des guillemets français : « et ».
- Les listes à puces sont à éviter, des paragraphes rédigés étant largement préférés. Les tableaux sont à réserver à la présentation de données structurées (résultats, etc.).
- Les appels de note de bas de page (petits chiffres en exposant, introduits par l'outil «  Source ») sont à placer entre la fin de phrase et le point final[comme ça].
- Les liens internes (vers d'autres articles de Wikipédia) sont à choisir avec parcimonie. Créez des liens vers des articles approfondissant le sujet. Les termes génériques sans rapport avec le sujet sont à éviter, ainsi que les répétitions de liens vers un même terme.
- Les liens externes sont à placer uniquement dans une section « Liens externes », à la fin de l'article. Ces liens sont à choisir avec parcimonie suivant les règles définies. Si un lien sert de source à l'article, son insertion dans le texte est à faire par les notes de bas de page.
- La présentation des références doit suivre les conventions bibliographiques. Il est recommandé d'utiliser les modèles {{Ouvrage}}, {{Chapitre}}, {{Article}}, {{Lien web}} et/ou {{Bibliographie}}. Le mode d'édition visuel peut mettre en forme automatiquement les références.
- Insérer une infobox (cadre d'informations à droite) n'est pas obligatoire pour parachever la mise en page.

Pour une aide détaillée, merci de consulter Aide:Wikification.
Si vous pensez que ces points ont été résolus, vous pouvez retirer ce bandeau et améliorer la mise en forme d'un autre article.
Lucien Douroux, né le 16 août 1933 et mort le 1er juin 2018, est un ancien responsable du syndicalisme agricole, devenu dirigeant du Crédit agricole. Son rôle fut important dans l'évolution et l'ouverture du Crédit agricole au cours des années 1970 à 1990.

## Jeunesse et formation
Lucien Douroux est né le 16 août 1933 dans le village de Prudent, commune de Saint-Rémy-sur-Durolle (Puy-de-Dôme), dans une famille d'agriculteurs exploitant une petite ferme de 6 hectares. Il quitte le collège après la classe de 4ème, travaille alors sur l'exploitation familiale puis, à l'âge de 14 ans, dans les entreprises de coutellerie de la région. Il participe aux activités de la Jeunesse agricole catholique (JAC) et en devient le responsable pour l'arrondissement de Thiers.

## Le syndicalisme agricole
En 1956, Lucien Douroux est appelé au secrétariat national de la JAC par Michel Debatisse nouveau secrétaire général du mouvement. Il devientle beau-frère de Michel Debatisse. Il travaille à la rédaction du journal  puis participe à la fondation de la revue Paysans'. Il devient secrétaire adjoint de la JAC en 1957. C'est une période de prises de responsabilités, d'ouverture et d'acquisition d'une culture générale sous l'influence des pères jésuites
Il entre au Centre national des jeunes agriculteurs (CNJA) en 1960 comme adjoint au service technique et responsable du .service économique qu'il crée, puis est nommé directeur général du syndicat en 1962. Avec l'équipe composée de François Guillaume, président, et Raoul Serieys, secrétaire général, il contribue à redresser la situation financière du syndicat et à accroître son influence dans la profession et dans le monde politiqueref name=":0" />.Il suit les formations du Conservatoire national des arts et métiers ainsi que de l'Institut des hautes études de droit rural et d'économie agricole. Par ailleurs, il fréquente le Club Jean Moulin de 1962 à 1965.

## Le banquier
En 1970, Lucien Douroux est recruté par la Fédération nationale du Crédit agricole (FNCA) qui est la représentation nationale des caisses de Crédit agricole. Il occupe le poste de directeur des affaires extérieures ce qui est une innovation pour cet organisme et correspond à sa volonté de développer la communication auprès des Pouvoirs publics et de la presse. Lucien Douroux est nommé directeur général de la FNCA quelques mois plus tard. C'est une période de bouleversements pour le Crédit agricole avec la réforme Debré-Haberer du monde financiers de 1966 qui augmente son autonomie et le besoin de collecter les fonds nécessaires à  la politique des structures et de modernisation de l'agriculture. La Caisse nationale de Crédit agricole (CNCA) et la FNCA s'adaptent à ce nouveau contexte de réforme et de développement. Au début des années 1970, le champ de compétence du Crédit agricole est étendu tandis que l'encadrement du crédit destiné à lutter contre l'inflation tend à brider son développement, parallèlement les services de la FNCA se développent.
Lucien Douroux est nommé à la direction générale de la Caisse de Crédit agricole d'Ile-de-France en 1976. C'est la plus importante de France du fait de son implantation et de sa position dans les unions nationales de coopératives et dans les grands groupes coopératifs. Son développement est organisé autour d'une approche segmentée de la clientèle. Le nombre d'agences est augmenté malgré les restrictions décidées par les pouvoirs publics en 1978 et en 1982. Une approche publicitaire nouvelle est adaptée à la région Ile-de-France mêlant racines agricoles et modernité urbaine. C'est l'une des premières caisses régionales de Crédit agricole à émettre des certificats coopératifs d'investissement, valeurs mobilières cotées représentant une part du capital de l'entreprise mais ne conférant pas de droit de vote à son détenteur. Afin de développer une clientèle haut de gamme la Caisse d'Ile-de-France rachète en 1990, avec la CNCA, la Banque de gestion privée (BGP),. Elle détient 75% du capital et la CNCA les 25% restants.
En 17 ans de direction générale (1976-1993) de Lucien Douroux la Caisse évolue. Les chiffres sont significatifs, parmi les banques françaises, la Caisse d'Ile-de-France atteint le 14ème rang en termes de dépôts, le 20ème en bilan, elle emploie 3 000 salariés , dispose de 250 agences et sert 750 000 clients.
Parallèlement à son rôle de directeur général de la Caisse d'Ile-de-France, Lucien Douroux est élu au poste de secrétaire général de la FNCA au congrès de La Baule en 1982ref name=":0" />. Il conserve cette fonction jusqu'en 1989. Dans cette période les relations avec l'Etat sont notamment marquées par l'ouverture et la fiscalisation dès fin 1981-1982. L'idée d'une réforme institutionnelle donnant plus d'indépendance au Crédit agricole se développe au milieu des années 1980. Le monde bancaire évolue considérablement avec la loi bancaire de 1984 et les accords d'interbancarité pour l'utilisation des cartes de retrait d'espèces et de paiement.
Pour le Crédit agricole, le grand chantier de la fin des années 1980 est celui de la mutualisation, c'est-à-dire de l'achat de la CNCA à l'Etat. Lucien Douroux comme secrétaire général de la FNCA ainsi que le président de celle-ci, Yves Barsalou, viticulteur des Corbières, sont les moteurs de cette opération et négocient avec l'Etat. C'est une opération à "guichets fermés" qui conduit à la loi de mutualisation du 18 janvier 1988. La nomination de Lucien Douroux qui paraissait naturelle à beaucoup se heurte au refus d'agrément de Michel Rocard,. C'est Philippe Jaffré qui est nommé, Lucien Douroux ne demande pas le renouvellement de son mandat de secrétaire général de la FNCA mais conserve son poste de vice-président de la CNCA et de directeur général de la Caisse d'Ile-de-France. A la tête du comité stratégique chargé de l'élaboration du projet de groupe adopté en septembre 1989, Lucien Douroux joue un rôle majeur dans les orientations du Crédit agricole. Le projet de groupe affirme une ambition : "Devenir une banque européenne à vocation mondiale avec un idéal coopératif et mutualiste et un élargissement du sociétariat". Parallèlement est adoptée une orientation vers les fusions de caisses régionales afin quelles deviennent des banques "multimarchés et multiservices", orientation confirmée au congrès de la FNCA de Strasbourg en 1990.
En 1990 le Crédit agricole acquiert la pleine compétence en matière de créditref name=":0" />. Le Crédit agricole ayant acquis sa pleine autonomie, la nomination du directeur général de la CNCA ne nécessite plus l'agrément des pouvoirs publics. Ceci permet à Lucien Douroux d'être nommé directeur général de la CNCA le 5 août 1993. C'est le premier directeur général de la CNCA issu des caisses régionales ce qui constitue un tournant dans l'histoire du Crédit agricole.
Sous son impulsion et conformément au projet de groupe, le Crédit agricole se développe dans plusieurs directions. Après la tentative avortée de rachat de la Banque française du commerce extérieur en 1994, la CNCA acquiert 53 puis 100% du capital de la Banque Indosuez en 1994, celle-ci est considérée comme très complémentaire du Crédit agricole avec un réseau international et une compétence sur le financement d'actifs, le négoce et les grandes entreprises. Pour Lucien Douroux, la Banque Indosuez, débarrassée de l'immobilier, peut être recentrée en s'appuyant sur la puissance financière du Crédit agricole. La BGP est intégrée à l'activité de gestion de fortune d'Indosuez pour donner naissance à la Banque de gestion privée Indosuez en 1999.
Le Crédit agricole signe en 1993 un accord avec SOFINCO, filiale d'Indosuez, et rachète la totalité de son capital en 1999.
Un autre dossier majeur est ouvert par Lucien Douroux dès le congrès de la FNCA de Vichy en octobre 1998, il s'agit de l'appel au marché pour financer son développement sans remettre en cause le statut coopératif des caisses locales et des caisses régionales. Les travaux de préparation de la cotation de la CNCA démarrent alors.
Lucien Douroux prépare en 1999 l'entrée de la CNCA dans le groupe des actionnaires partenaires du Crédit lyonnais, la Banque verte prenant une participation  de 10% dans le capital du Crédit lyonnais.
Lucien Douroux quitte la CNCA pour prendre sa retraite en 1999 à 65 ansref name=":0" />.
Il est mort le 1er juin 2018 et enterré à Saint-Rémy-sur-Durolle[réf. souhaitée].

## Distinctions
- Officier de la Légion d'honneur[réf. nécessaire][35]

- Commandeur du Mérite agricole[36]

## Ouvrages
Un voyage inattendu, Paris, Le cherche midi, 2016, 293 p.  (ISBN 978-2-7491-4895-3)